# Langueux
Langueux (bretonsko Langaeg) je naselje in občina v francoskem departmaju Côtes-d'Armor regije Bretanje. Leta 2007 je naselje imelo 11.261 prebivalcev.

## Geografija
Kraj leži v pokrajini Bretaniji jugovzhodno od središča Saint-Brieuca.

## Uprava
Langueux je sedež istoimenskega kantona, v katerega so poleg njegove vključene še občine Hillion, Trégueux in Yffiniac z 20.457 prebivalci.
Kanton Langueux je sestavni del okrožja Saint-Brieuc.

## Zanimivosti
- župnijska cerkev sv. Petra in Pavla iz sredine 19. stoletja,
- viadukta Douvenant (dolžina 130,80 metrov, višina 22,80 metrov) in Vau-Hervé (dolžina 58 metrov, višina 10 metrov), zgrajena v začetku 20. stoletja  pod vodstvom francoskega inženirja Louisa Augusta de La Noëja,
- Park Boutdeville, nekdanja opekarna Saint-Ilan, danes muzej, posvečen zgodovini zaliva Saint-Brieuc.